# Leichtathletik-Weltmeisterschaften 1991/100 m der Männer

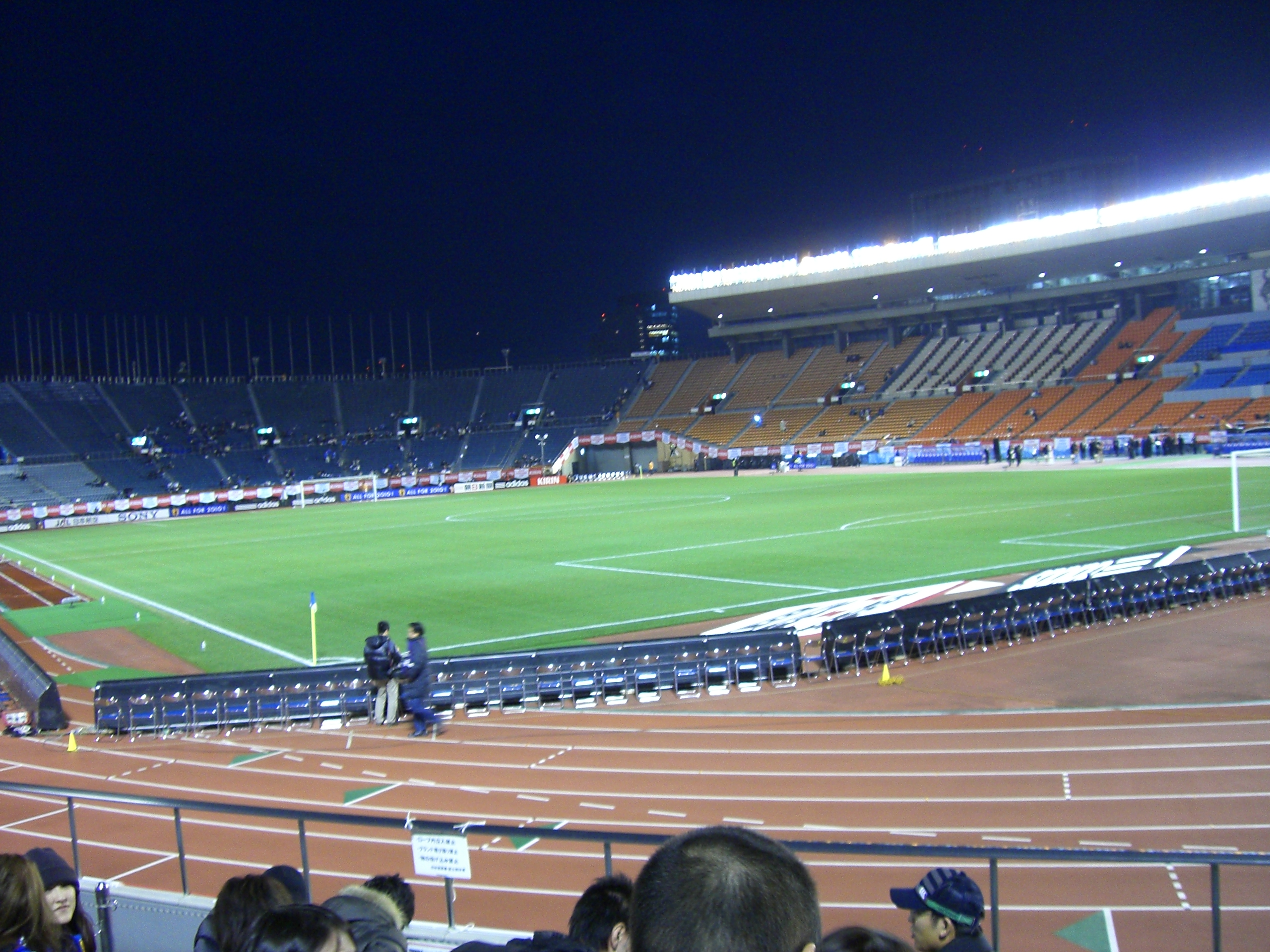
Das Olympiastadion in Tokio im Jahr 2008

Der 100-Meter-Lauf der Männer bei den Leichtathletik-Weltmeisterschaften 1991 wurde am 24. und 25. August 1991 im Olympiastadion der japanischen Hauptstadt Tokio ausgetragen.
Die US-amerikanischen Sprinter verzeichneten in diesem Wettbewerb einen Dreifacherfolg. Mit Carl Lewis wurde einer der erfolgreichsten Leichtathleten der Sportgeschichte zum dritten Mal in Folge Weltmeister. Mit seiner Siegerzeit stellte er gleichzeitig einen neuen Weltrekord auf. Lewis errang hier zudem Silber im Weitsprung und wie die beiden anderen Medaillengewinner dieses Wettbewerbs Gold mit der Sprintstaffel der USA. Den zweiten Platz belegte der bisherige Weltrekordinhaber Leroy Burrell. Bronze ging an Dennis Mitchell.

## Rekorde

### Bestehende Rekorde
| Weltrekord               | 9,90 s | Leroy Burrell | New York City, USA      | 14. Juni 1991   |
| Weltmeisterschaftsrekord | 9,93 s | Carl Lewis    | WM 1987 in Rom, Italien | 30. August 1987 |

### Rekordverbesserung
Der US-amerikanische Weltmeister Carl Lewis egalisierte und verbesserte seinen eigenen WM-Rekord:
- 9,93 s – Egalisierung des Rekords im ersten Halbfinale am 25. August
- 9,86 s – Verbesserung des Rekords um sieben Hundertstelsekunden im Finale am 25. August

Mit seinen 9,86 s stellte Lewis gleichzeitig einen neuen Weltrekord auf.
Außerdem gab es in diesem sehr engen Rennen weitere Rekorde.
- 2 Kontinentalrekorde:
  - 9,92 s (Europarekord) – Linford Christie (Großbritannien) auf Platz vier
  - 9,95 s (Afrikarekord) – Frank Fredericks (Namibia) auf Platz fünf
- 1 Landesrekord:
  - 9,96 s – Raymond Stewart (Jamaika) auf Platz sechs

## Vorrunde
24. August 1991, 9:00 Uhr
Die Vorrunde wurde in zehn Läufen durchgeführt. Die ersten drei Athleten pro Lauf – hellblau unterlegt – sowie die darüber hinaus zwei zeitschnellsten Läufer – hellgrün unterlegt – qualifizierten sich für das Viertelfinale.

### Vorlauf 1
Wind: +1,6 m/s
| Platz | Name               | Nation                       | Zeit (s) |
| ----- | ------------------ | ---------------------------- | -------- |
| 1     | Daniel Sangouma    | Frankreich                   | 10,27    |
| 2     | Darren Braithwaite | Großbritannien               | 10,31    |
| 3     | Menelik Lawson     | Togo                         | 10,38    |
| 4     | Chidi Imoh         | Nigeria                      | 10,42    |
| 5     | Neville Hodge      | Amerikanische Jungferninseln | 10,51    |
| 6     | Thabani Gonye      | Simbabwe                     | 10,92    |
| 7     | Botlhoko Shebe     | Lesotho                      | 10,96    |
| 8     | Ahmed Shageef      | Malediven                    | 11,18    |

### Vorlauf 2
Wind: +0,3 m/s
| Platz | Name             | Nation      | Zeit (s) |
| ----- | ---------------- | ----------- | -------- |
| 1     | Frank Fredericks | Namibia     | 10,21    |
| 2     | Emmanuel Tuffour | Ghana       | 10,36    |
| 3     | Jacek Marlicki   | Polen       | 10,49    |
| 4     | Daniel Cojocaru  | Rumänien    | 10,51    |
| 5     | Sun-Kuk Jin      | Südkorea    | 10,67    |
| 6     | Visut Watanasin  | Thailand    | 10,68    |
| 7     | Mark Sherwin     | Cookinseln  | 11,35    |
| DNS   | Karim Abdul      | Afghanistan |          |

### Vorlauf 3
Wind: +1,0 m/s
| Platz | Name               | Nation  | Zeit (s) |
| ----- | ------------------ | ------- | -------- |
| 1     | Dennis Mitchell    | USA     | 10,27    |
| 2     | Michael Green      | Jamaika | 10,38    |
| 3     | Salaam Gariba      | Ghana   | 10,38    |
| 4     | Joel Lamela        | Kuba    | 10,53    |
| 5     | Kennedy Ondiek     | Kenia   | 10,57    |
| 6     | Joel Otim          | Uganda  | 11,06    |
| DNS   | Mohamed Abderrehin | Libyen  |          |

### Vorlauf 4

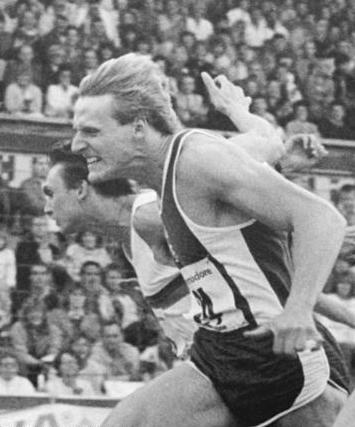
Steffen Bringmann verpasste das Viertelfinale um einen Rang, ihm fehlten fünf Hundertstelsekunden

Wind: +0,1 m/s
| Platz | Name                  | Nation                   | Zeit (s) |
| ----- | --------------------- | ------------------------ | -------- |
| 1     | Leroy Burrell         | USA                      | 10,17    |
| 2     | Jean-Olivier Zirignon | Elfenbeinküste           | 10,20    |
| 3     | Arnaldo da Silva      | Brasilien                | 10,42    |
| 4     | Steffen Bringmann     | Deutschland              | 10,47    |
| 5     | Jason Livingston      | Großbritannien           | 10,57    |
| 6     | Florencio Aguilar     | Panama                   | 10,85    |
| 7     | Dudley Den Dulk       | Niederländische Antillen | 11,10    |

### Vorlauf 5
Wind: +1,3 m/s
| Platz | Name               | Nation      | Zeit (s) |
| ----- | ------------------ | ----------- | -------- |
| 1     | Davidson Ezinwa    | Nigeria     | 10,25    |
| 2     | Max Morinière      | Frankreich  | 10,28    |
| 3     | Oleg Kramarenko    | Sowjetunion | 10,36    |
| 4     | Attila Kovács      | Ungarn      | 10,39    |
| 5     | Juan Jesús Trapero | Spanien     | 10,44    |
| 6     | Eduardo Nava       | Mexiko      | 10,56    |
| 7     | Edmund Estaphane   | St. Lucia   | 10,62    |
| 8     | Trevor Davis       | Anguilla    | 11,16    |

### Vorlauf 6
Wind: +0,2 m/s
| Platz | Name                    | Nation    | Zeit (s) |
| ----- | ----------------------- | --------- | -------- |
| 1     | Raymond Stewart         | Jamaika   | 10,17    |
| 2     | Robson Caetano da Silva | Brasilien | 10,24    |
| 3     | Tatsuo Sugimoto         | Japan     | 10,58    |
| 4     | Walentin Atanassow      | Bulgarien | 10,63    |
| 5     | Khaled Ibrahim Jouma    | Bahrain   | 10,68    |
| 6     | Ousmane Diarra          | Mali      | 10,69    |
| 7     | Jerry Jeremiah          | Vanuatu   | 10,82    |
| 8     | Fred Rocio              | Guam      | 12,27    |

### Vorlauf 7
Wind: +0,3 m/s
| Platz | Name               | Nation              | Zeit (s) |
| ----- | ------------------ | ------------------- | -------- |
| 1     | Linford Christie   | Großbritannien      | 10,39    |
| 2     | Satoru Inoue       | Japan               | 10,47    |
| 3     | Charles-Louis Seck | Senegal             | 10,60    |
| 4     | Bertram Haynes     | St. Kitts und Nevis | 10,82    |
| 5     | Franck Olivier Zio | Burkina Faso        | 10,93    |
| 6     | Erwin Heru         | Indonesien          | 11,14    |
| 7     | Tryson Duburiya    | Nauru               | 12,04    |
| DNS   | Joseph Gikonyo     | Kenia               |          |

### Vorlauf 8
Wind: +1,4 m/s
| Platz | Name                | Nation       | Zeit (s) |
| ----- | ------------------- | ------------ | -------- |
| 1     | Bruny Surin         | Kanada       | 10,28    |
| 2     | Andreas Berger      | Österreich   | 10,40    |
| 3     | Carlos Moreno       | Chile        | 10,44    |
| 4     | Horace Dove-Edwin   | Sierra Leone | 10,48    |
| 5     | Gilles Quenéhervé   | Frankreich   | 10,59    |
| 6     | Fortune Ogouchi     | Benin        | 10,92    |
| 7     | Christian Mandengue | Kamerun      | 10,98    |
| 8     | Goolam Ambia        | Bangladesch  | 11,09    |

### Vorlauf 9
Wind: +0,2 m/s
| Platz | Name              | Nation                  | Zeit (s) |
| ----- | ----------------- | ----------------------- | -------- |
| 1     | Carl Lewis        | USA                     | 10,12    |
| 2     | Ezio Madonia      | Italien                 | 10,43    |
| 3     | Tetsuya Yamashita | Japan                   | 10,55    |
| 4     | Yiannis Zisimides | Zypern                  | 10,58    |
| 5     | Rodney Cox        | Turks- und Caicosinseln | 11,02    |
| 6     | Jérôme Romain     | Dominica                | 11,09    |
| DNS   | Cengiz Kavakliolu | Türkei                  |          |

### Vorlauf 10
Wind: +1,4 m/s
| Platz | Name               | Nation            | Zeit (s) |
| ----- | ------------------ | ----------------- | -------- |
| 1     | Olapade Adeniken   | Nigeria           | 10,20    |
| 2     | Atlee Mahorn       | Kanada            | 10,25    |
| 3     | Witali Sawin       | Sowjetunion       | 10,36    |
| 4     | Fernando Botasso   | Brasilien         | 10,44    |
| 5     | Junior Cornette    | Guyana            | 10,63    |
| 6     | Hsieh Tzong-Tze    | Chinesisch Taipeh | 10,79    |
| 7     | John Hou           | Papua-Neuguinea   | 11,04    |
| DNS   | Adam Hassam Sakkak | Sudan             |          |

## Viertelfinale
24. August 1991, 17:35 Uhr
Aus den vier Viertelfinalläufen qualifizierten sich die jeweils ersten vier Athleten – hellblau unterlegt – für das Halbfinale.

### Viertelfinallauf 1
Wind: +4,6 m/s – Rückenwind zu stark für die Aufnahme von Leistungen in Bestenlisten
| Platz | Name              | Nation      | Zeit (s) |
| ----- | ----------------- | ----------- | -------- |
| 1     | Raymond Stewart   | Jamaika     | 10,02    |
| 2     | Dennis Mitchell   | USA         | 10,05    |
| 3     | Davidson Ezinwa   | Nigeria     | 10,23    |
| 4     | Ezio Madonia      | Italien     | 10,24    |
| 5     | Max Morinière     | Frankreich  | 10,24    |
| 6     | Witali Sawin      | Sowjetunion | 10,26    |
| 7     | Jacek Marlicki    | Polen       | 10,38    |
| 8     | Tetsuya Yamashita | Japan       | 10,56    |

### Viertelfinallauf 2
Wind: +4,3 m/s – Rückenwind zu stark für die Aufnahme von Leistungen in Bestenlisten
| Platz | Name             | Nation         | Zeit (s) |
| ----- | ---------------- | -------------- | -------- |
| 1     | Carl Lewis       | USA            | 09,80    |
| 2     | Linford Christie | Großbritannien | 09,90    |
| 3     | Bruny Surin      | Kanada         | 10,01    |
| 4     | Michael Green    | Jamaika        | 10,18    |
| 5     | Emmanuel Tuffour | Ghana          | 10,19    |
| 6     | Arnaldo da Silva | Brasilien      | 10,32    |
| 7     | Carlos Moreno    | Chile          | 10,40    |
| 8     | Chidi Imoh       | Nigeria        | 10,46    |

### Viertelfinallauf 3
Wind: +1,5 m/s
| Platz | Name                  | Nation         | Zeit (s) |
| ----- | --------------------- | -------------- | -------- |
| 1     | Leroy Burrell         | USA            | 10,11    |
| 2     | Daniel Sangouma       | Frankreich     | 10,23    |
| 3     | Jean-Olivier Zirignon | Elfenbeinküste | 10,30    |
| 4     | Salaam Gariba         | Ghana          | 10,43    |
| 5     | Darren Braithwaite    | Großbritannien | 10,45    |
| 6     | Menelik Lawson        | Togo           | 10,60    |
| 7     | Tatsuo Sugimoto       | Japan          | 10,61    |
| DNS   | Andreas Berger        | Österreich     |          |

### Viertelfinallauf 4
Wind: +4,1 m/s – Rückenwind zu stark für die Aufnahme von Leistungen in Bestenlisten
| Platz | Name                    | Nation      | Zeit (s) |
| ----- | ----------------------- | ----------- | -------- |
| 1     | Frank Fredericks        | Namibia     | 09,89    |
| 2     | Olapade Adeniken        | Nigeria     | 10,00    |
| 3     | Atlee Mahorn            | Kanada      | 10,01    |
| 4     | Robson Caetano da Silva | Brasilien   | 10,08    |
| 5     | Satoru Inoue            | Japan       | 10,21    |
| 6     | Oleg Kramarenko         | Sowjetunion | 10,23    |
| 7     | Attila Kovács           | Ungarn      | 10,23    |
| 8     | Charles-Louis Seck      | Senegal     | 10,46    |

## Halbfinale
25. August 1991, 17:00 Uhr
Aus den beiden Halbfinalläufen qualifizierten sich die jeweils ersten vier Athleten – hellblau unterlegt – für das Finale.

### Halbfinallauf 1
Wind: +1,1 m/s
| Platz | Name                    | Nation         | Zeit (s)  |
| ----- | ----------------------- | -------------- | --------- |
| 1     | Carl Lewis              | USA            | 09,93 CRe |
| 2     | Frank Fredericks        | Namibia        | 10,02     |
| 3     | Bruny Surin             | Kanada         | 10,07     |
| 4     | Robson Caetano da Silva | Brasilien      | 10,13     |
| 5     | Olapade Adeniken        | Nigeria        | 10,17     |
| 6     | Jean-Olivier Zirignon   | Elfenbeinküste | 10,25     |
| 7     | Salaam Gariba           | Ghana          | 10,37     |
| 8     | Michael Green           | Jamaika        | 10,38     |

### Halbfinallauf 2

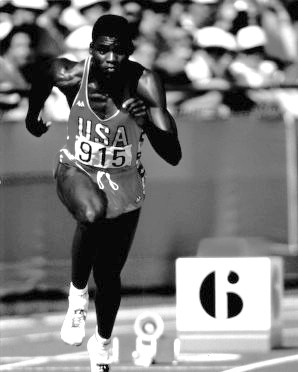
Carl Lewis – erneut Weltmeister, dazu mit Weltrekord

Wind: +1,1 m/s
| Platz | Name             | Nation         | Zeit (s) |
| ----- | ---------------- | -------------- | -------- |
| 1     | Leroy Burrell    | USA            | 09,94    |
| 2     | Dennis Mitchell  | USA            | 09,99    |
| 3     | Linford Christie | Großbritannien | 09,99    |
| 4     | Raymond Stewart  | Jamaika        | 10,03    |
| 5     | Daniel Sangouma  | Frankreich     | 10,18    |
| 6     | Atlee Mahorn     | Kanada         | 10,18    |
| 7     | Davidson Ezinwa  | Nigeria        | 10,20    |
| 8     | Ezio Madonia     | Italien        | 10,33    |

## Finale
25. August 1991, 19:05 Uhr
Wind: +1,2 m/s
| Platz | Name                    | Nation         | Zeit (s) |
| ----- | ----------------------- | -------------- | -------- |
| 1     | Carl Lewis              | USA            | 09,86 WR |
| 2     | Leroy Burrell           | USA            | 09,88    |
| 3     | Dennis Mitchell         | USA            | 09,91    |
| 4     | Linford Christie        | Großbritannien | 09,92 ER |
| 5     | Frank Fredericks        | Namibia        | 09,95 AF |
| 6     | Raymond Stewart         | Jamaika        | 09,96 NR |
| 7     | Robson Caetano da Silva | Brasilien      | 10,12    |
| 8     | Bruny Surin             | Kanada         | 10,14    |

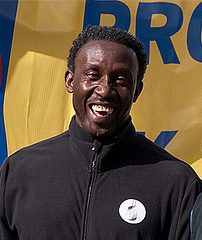
Linford Christie, zweifacher Europameister (1986/1990) und 1988 Olympiazweiter, belegte um eine Hundertstelsekunde geschlagen trotz Europarekord Rang vier und blieb damit ohne Medaille
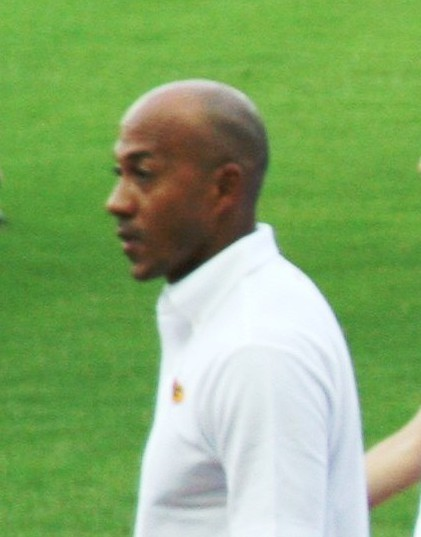
Frank Fredericks (hier im Jahr 2007) kam auf den fünften Platz – über 200 Meter gab es zwei Tage später Silber
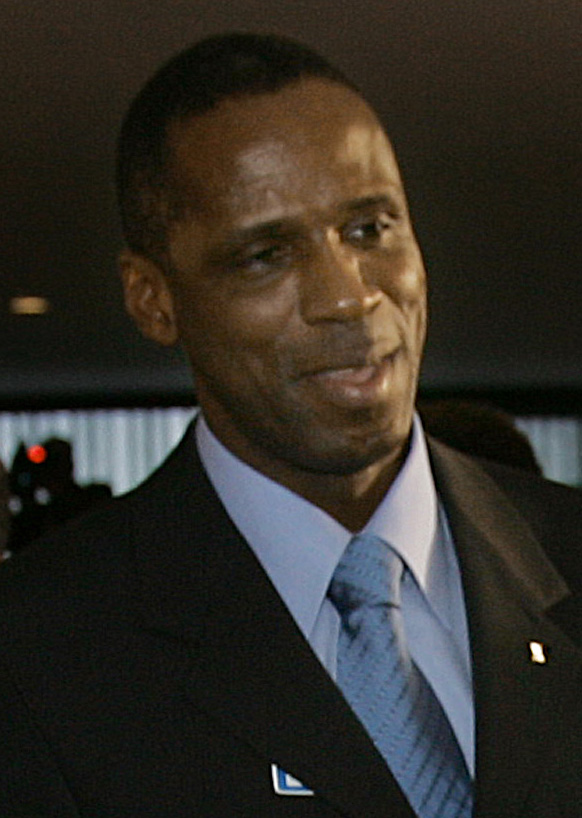
Robson Caetano da Silva erreichte Platz sieben
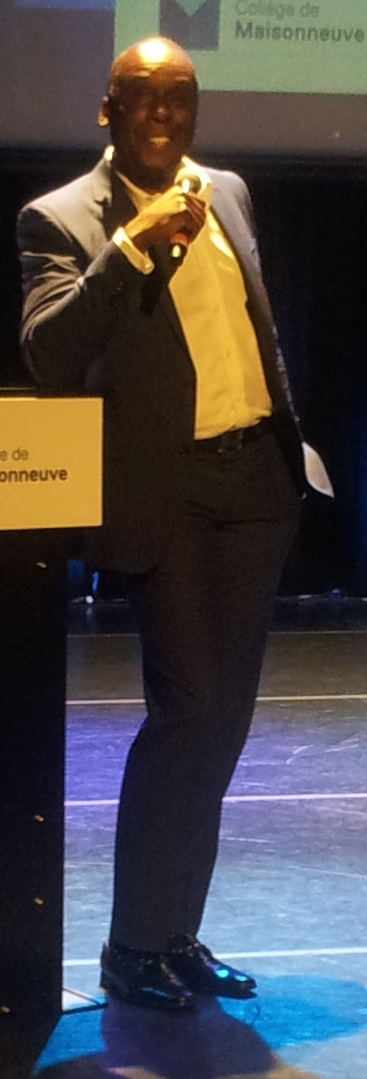
Rang acht für Bruny Surin (hier im Jahr 2019)

## Video
- Carl Lewis-100m.WR,Tokyo,1991 World Championships, Video veröffentlicht am 17. Dezember 2012 auf youtube.com, abgerufen am 15. April 2020